# Another Cinderella Story
Another Cinderella Story (Una Cenicienta moderna 2 en España y La nueva Cenicienta 2 en Hispanoamérica, excepto en Argentina donde se conservó el título original) es una película juvenil estadounidense-canadiense de comedia romántica protagonizada por Selena Gomez y Drew Seeley. La película fue lanzada directamente en DVD por Warner Premiere el 16 de septiembre de 2008.
La película fue filmada en Canadá en enero de 2008.

## Sinopsis
Esta película es una versión del cuento de La Cenicienta en un ambiente moderno, con Mary Santiago (Selena Gomez), una estudiante de secundaria con la ambición de convertirse en una bailarina profesional, tomando el papel de Cenicienta. Tammy (Jessica Parker Kennedy), la mejor amiga de Mary, como su hada madrina. Dominique Blatt (Jane Lynch), tomando el papel de la madrastra. Britt (Emily Perkins) y Bree (Katharine Isabelle), como las dos hermanastras, y Joey Parker (Drew Seeley), ahora una celebridad que ha regresado a la escuela para su último año, y para recordar por qué empezó a bailar, como el príncipe. En esta historia, en vez de la zapatilla de cristal, lo que Mary (La Cenicienta) pierde, es un MP3 durante el baile de su instituto, en el que baila con Joey.

## Reparto
- Selena Gomez como Mary Santiago.
- Drew Seeley como Joey Parker.
- Jane Lynch como Dominique Blatt.
- Katharine Isabelle como Bree Blatt.
- Emily Perkins como Britt Blatt.
- Jessica Parker Kennedy como Tami.
- Nicole LaPlaca como Natalia.

## Música
1. Tell Me Something I Don't Know - Selena Gomez
2. New Classic (Single Version) - Drew Seeley y Selena Gomez
3. Hurry Up and Save Me - Tiffany Giardina
4. Just That Girl - Drew Seeley
5. Bang A Drum - Selena Gomez
6. 1st Class Girl - Drew Seeley y Marcus Paulk
7. On Hold 4 You - Jane Lynch
8. Valentine’s Dance Tango - The Twins
9. No Average Angel - Tiffany Giardina
10. Don’t Be Shy - Small Change, Lil’ JJ y Chani
11. X-Plain it to My Heart - Drew Seeley
12. New Classic (Live) - Drew Seeley y Selena Gomez
13. Another Cinderella Story (Score Suite) - Interpretada y escrita por John Paesano
14. New Classic (Acoustic Version) - Drew Seeley y Selena Gomez